# Charles Hickcox
Charles Buchanan Hickcox (Phoenix, 6 febbraio 1947 – San Diego, 15 giugno 2010) è stato un nuotatore statunitense.

## Carriera
Specializzato nel dorso e nei misti, ha vinto tre medaglie d'oro nei ai Giochi olimpici di Città del Messico 1968: nei 200 m e 400 m misti e nella staffetta 4x100 m misti, in aggiunta all'argento nei 100 m dorso.
Nel 1976 è diventato uno dei Membri dell'International Swimming Hall of Fame.
È stato primatista mondiale nei 100 m e 200 m dorso, 200 m e 400 m misti e nelle staffette 4x100 m sl e 4x100 m misti.
È morto nel 2010 all'età di 63 anni a causa di un tumore.

## Palmarès
- Olimpiadi

Città del Messico 1968: oro nei 200 m misti, nei 400 m misti e nella staffetta 4x100 m misti; argento nei 100 m dorso.
- Giochi panamericani

1967 - Winnipeg: oro nei 100 m dorso e argento nei 200 m dorso.